# اپارسیدو دونیزتی
اپارسیدو دونیزتی (انگلیسی: Aparecido Donizetti؛ زادهٔ ۱۰ ژوئن ۱۹۷۳) بازیکن فوتبال اهل برزیل است.
از باشگاه‌هایی که در آن بازی کرده‌است می‌توان به باشگاه فوتبال گرمیو اشاره کرد.